# 다리너
다리너(아일랜드어: Dáirine, Dárine, Dáirfine, Dáirfhine, Dárfine, Dárinne, Dairinne)는 7세기에 오가나크타 왕조가 세워지기 전까지 오늘날의 먼스터 지방에서 할거했던 군소 군주들이다. 다리너들의 조상은 클라나 데다드라 하는데, 이들은 다름 아닌 영웅 쿠 훌린을 살해한 자들이다.
유명한 다리너로는 다음과 같은 이들이 있다.
- 쿠 리 막 다레
- 루가이드 막 콘 리
- 콩간크네스 막 데다드
- 피어타크 핀
- 루가이드 리그데
- 레크타드 리그데르그
- 루가이드 막 콘
- 포하드 카르프헤크와 포하드 아르그헤크
- 오하드 에트구다크
- 오엥구스 볼그[2][3]
- 아멘드[2][3]